# Березовка (Малоярославецкий район)
Березовка— деревня в Малоярославецком муниципальном районе Калужской области. Административный центр сельского поселения «Деревня Берёзовка».

## География
Расположена на берегу притока реки Путынка. Рядом — Михеево, Тимовка.

## История
В 1660 году пустошь Березовая, Романовская тож.
В 1782 году село Спаское с деревнями Тимоновское, Романовское и пустошами , Алексея Наумовича Синявина, с выделенной церковной землёй.
Село по обе стороны речки Чавица, в селе церковь каменная Спаса Нерукотворённого образа.
В 1863 году село владельческое Спас-Берёзовка, у речки Чайцы и пруда, при селе православная церковь, по правую сторону Калужского почтового тракта.
В 1891 году село Берёзовка входила в Детчинскую волость, при селе церковно-приходская школа.
В 1914 году село Берёзовка.
16 октября 1941 года в районе Березовки погиб политрук 591-го отдельного зенитного артиллерийского дивизиона 312 стрелковой дивизии Иван Пантелеевич Пацаев (1910—1941), отец космонавта Виктора Ивановича Пацаева.

## Население
| 2002 | 2010 |
| ---- | ---- |
| 572  | ↘547 |